# Hiszpania na Halowych Mistrzostwach Świata w Lekkoatletyce 2010
Reprezentacja Hiszpanii podczas halowych mistrzostw świata 2010 liczyła 14 zawodników.

## Mężczyźni
- Bieg na 60 m
  - Ángel David Rodríguez
  - Iván Mocholí

- Bieg na 400 m
  - Santiago Ezquerro

- Bieg na 800 m
  - Luis Alberto Marco
  - David Bustos

- Bieg na 1500 m
  - Diego Ruiz
  - Álvaro Rodríguez

- Bieg na 3000 m
  - Sergio Sánchez
  - Jesús España

- Bieg na 60 m przez płotki
  - Felipe Vivancos

## Kobiety
- Bieg na 60 m
  - Digna Luz Murillo

- Bieg na 800 m
  - Élian Périz

- Bieg na 1500 m
  - Natalia Rodríguez

- Skok wzwyż
  - Ruth Beitia